# Gilbert Strang

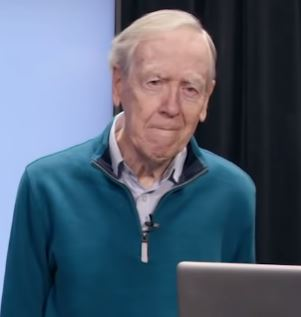
Gilbert Strang

William Gilbert Strang (Chicago, 27 november 1934) is een vermaarde Amerikaanse wiskundige, met bijdragen aan eindige-elementenmethode, de variatierekening en de wavelet-analyse. 

## Leven
Gilbert Strang werd geboren in Chicago en ging naar school in Washington, Cincinnati and St. Louis. Hij studeerde aan de MIT, Balliol College aan de Universiteit van Oxford en Universiteit van California in Los Angeles. In 1962 werd hij tot hoogleraar wiskunde aan de MIT benoemd. In 2023 gaf hij, na er 61 jaar lang werkzaam te zijn geweest, zijn laatste college aan de MIT.

## Werk
Hij heeft vele bijdragen aan het wiskunde-onderwijs geleverd, inclusief het publiceren van een aantal klassieke wiskundige handboeken. De laatste jaren heeft hij met zijn videocolleges over lineaire algebra een belangrijke bijdrage geleverd aan het populariseren van de OpenCourseWare-beweging. 

## Boeken
- (en)  Calculus, Wellesley College, 1991, ISBN 0-9614088-2-0
- (en)  Introduction to Linear Algebra (1993, 1998, 2003, 2009)
- (en)  Linear Algebra and its Applications (1976, 1980, 1988)
- (en)  Linear Algebra and Its Applications, ISBN 978-0030105678, Brooks Cole, 4e editie, 2005